# Ramon Andersson
Ramon Andersson (Perth, Austrália Ocidental, 20 de março de 1963) é um ex-canoísta australiano especialista em provas de velocidade.

## Carreira
Foi vencedor da medalha de bronze em K-4 1000 m em Barcelona 1992, junto com os seus colegas de equipa Kelvin Graham, Ian Rowling e Steven Wood.